# Tout le monde ment (série télévisée française)
Ne doit pas être confondu avec Tout le monde ment (série télévisée espagnole).
Production
Diffusion
Tout le monde ment est une série télévisée franco-belge réalisée par Hélène Angel et Akim Isker d'après un scénario d'Olivier Norek et diffusée en Suisse à partir du 23 août 2022 sur RTS 1, en Belgique à partir du 28 août 2022 sur La Une et en France à partir du 31 août 2022 sur France 2.
Cette fiction est une coproduction de CPB Films, France Télévisions, Be-FILMS et la RTBF (télévision belge),, avec la participation de TV5 Monde et de la Radio télévision suisse (RTS) ainsi que le soutien de la région Auvergne-Rhône-Alpes.

## Synopsis
Vincent Verner est un ancien policier qui travaille dans une librairie du Quartier latin à Paris.
La procureure Alice Mojodi vient le recruter pour étoffer le groupe d'enquête spécial sur les affaires dites sensibles, que les ministères de la Justice et de l'Intérieur ont décidé de mettre sur pied pour enquêter sur les personnalités qui ont assez d'argent et de pouvoir pour étouffer leurs crimes.

## Distribution principale

### Groupe d'enquête sur les affaires sensibles
- Vincent Elbaz : Vincent Verner
- Mariama Gueye : Alice Mojodi, procureure
- Joséphine de Meaux : Malory Servaz, pirate informatique
- Thomas Silberstein : Julien de Grève

### Autres personnages principaux
- Jackie Berroyer : Maximilien, libraire
- Léa Issert : Samantha 'Sam' Mayeras, avocate
- Anne Girouard : Isabelle Villa
- Dylan Hawkes : Tom Villa, le fils d'Isabelle
- Félicien Juttner : Jérôme Saussay, Procureur Général
- Pierre Desmaret : M. de Grève

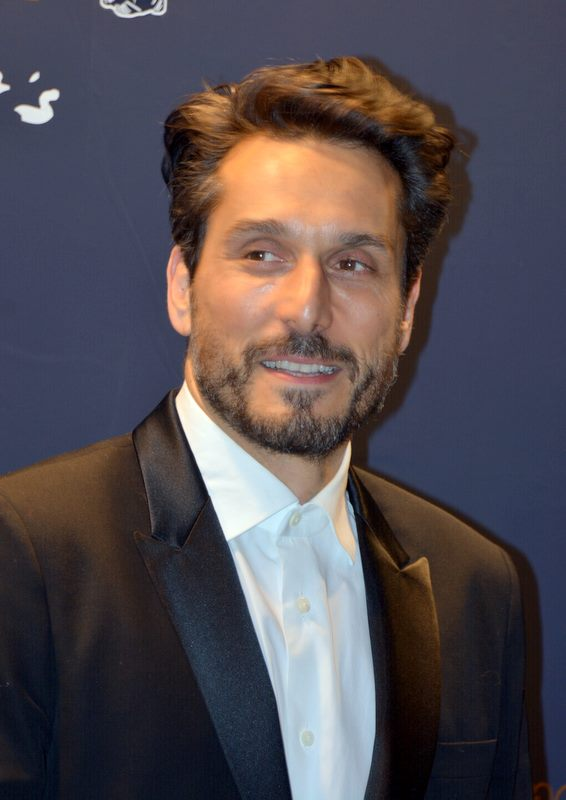
Vincent Elbaz
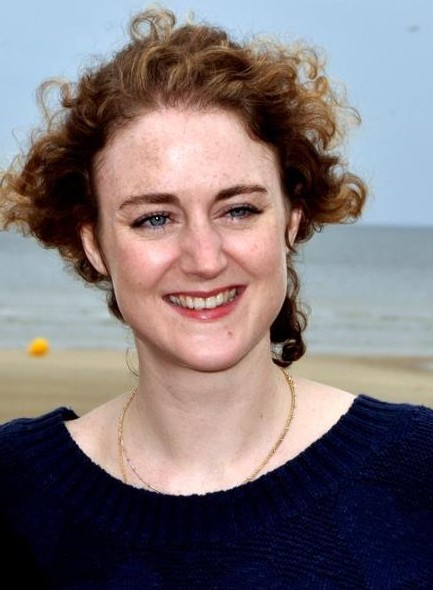
Joséphine de Meaux
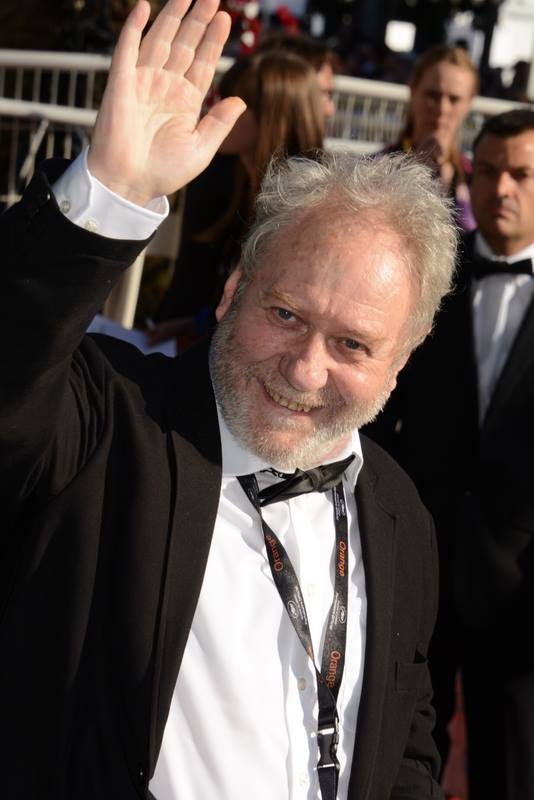
Jackie Berroyer
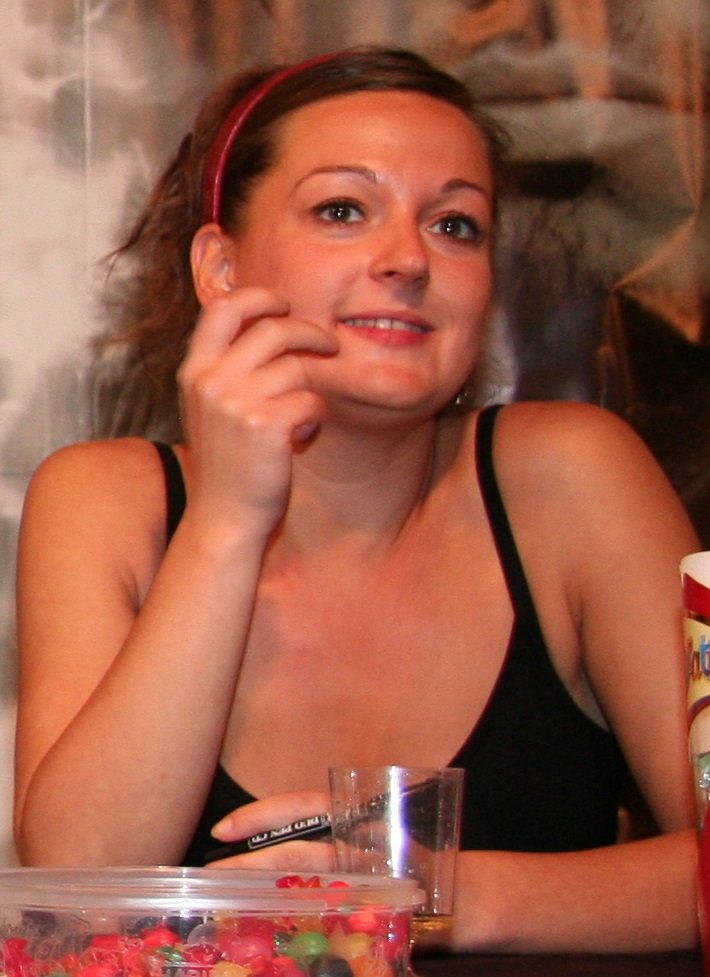
Anne Girouard

## Production

### Genèse et développement
L'auteur du scénario est Olivier Norek, un des auteurs de polars en vue en France.
Un clin d'œil à la série Columbo apparaît en début d'épisode, avec à l'arrière plan de la scène de crime une Peugeot 403. Le téléfilm reprend d'autres codes de la série américaine : on connait l'assassin dès le début et l'enquête opère dans les milieux aisés. Par ailleurs le personnage principal lui-aussi reprend certains codes[réf. nécessaire].
C'est aussi un hommage à la série Maigret d'après Georges Simenon avec Bruno Cremer, lorsqu'on entend, puis on voit le générique de la série de France 2[réf. nécessaire].

### Tournage
Le tournage commence le 15 novembre 2021 à Lyon.
Les scènes se déroulant dans la librairie Diogène tenue par Max, un ancien criminel désormais rangé, sont tournées dans la librairie Rieffel, située au 15 rue de l'Odéon, dans le 6e arrondissement de Paris. On y trouve le même dédale de bibliothèques remplies de livres mais le tenancier des lieux, Adrien Delbes, explique : « Il y a eu un petit changement ; normalement dans l'arrière-boutique, je ne mets que des cartons de livres, là les équipes ont dû la vider pour la rendre accessible. C'est une librairie familiale. L'enseigne existe depuis 1909. Au départ, elle était installée rue des Saints-Pères. Elle a déménagé rue de l'Odéon en 1938 quand il y a eu la construction de la fac de médecine. ».
Le tournage du troisième épisode se déroule du 2 au 29 octobre 2024 à Paris et dans sa région.

### Fiche technique
Sauf indication contraire, les informations mentionnées dans cette section peuvent être confirmées par les bases de données cinématographiques  présentes dans la section « Liens externes ».
- Titre français : Tout le monde ment
- Genre : Policier
- Production : Marco Cherqui
- Sociétés de production : CPB Films, France Télévisions, Be-FILMS, RTBF[1]
- Réalisation : Hélène Angel (épisode 1)[1],[2],[8],[9], Akim Isker (épisode 2)[10], Philippe Lefebvre (épisode 3), Christophe Offenstein (épisode 4)
- Scénario : Olivier Norek[2],[8],[9], Cyril Cannizzo, Nicolas Lebel
- Musique : Nicolas Errèra
- Décors : Samuel Teisseire
- Costumes : Bénédicte Mouret
- Photographie : Bruno Degrave, Julien Bullat
- Son : Olivier Mauvezin
- Montage : Julien Leloup, Anne-Laure Viaud
- Maquillage : Laurence Grosjean, Julie Brenot, Céline Vh
- Pays de production :  France /  Belgique[1]
- Langue originale : français
- Format : couleur
- Durée : 90 minutes[1],[2],[8]

## Épisodes

### Épisode 1
- Dates de première diffusion :
  -  Suisse : 23 août 2022 sur RTS 1
  -  Belgique : 28 août 2022 sur La Une[3],[4]
  -  France : 31 août 2022 sur France 2

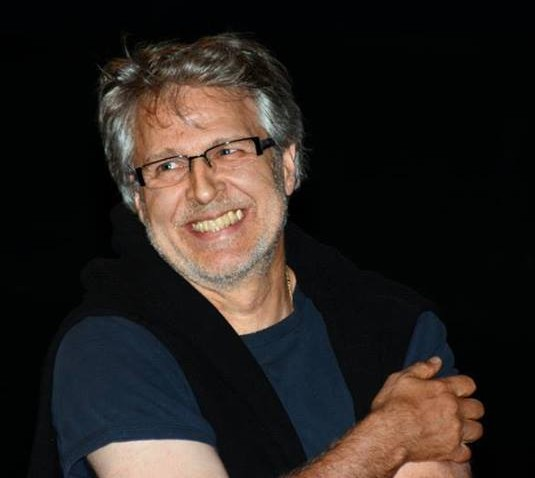
Nicolas Marié.

- Synopsis : La première enquête que le groupe doit mener concerne une escort-girl[3] morte dans des conditions suspectes dans une villa appartenant au patron de Saulven Automobiles.
- Distribution :
  - Nicolas Marié : Charles Favan
  - Pasquale d'Inca : Totem
  - Mathilde Cerf : Julie Casteran

### Épisode 2
- Dates de première diffusion :
  -  Suisse : 5 mars 2024 sur RTS 1
  -  France : 13 mars 2024 sur France 2[10]
  -  Belgique : 12 décembre 2024 sur La Une

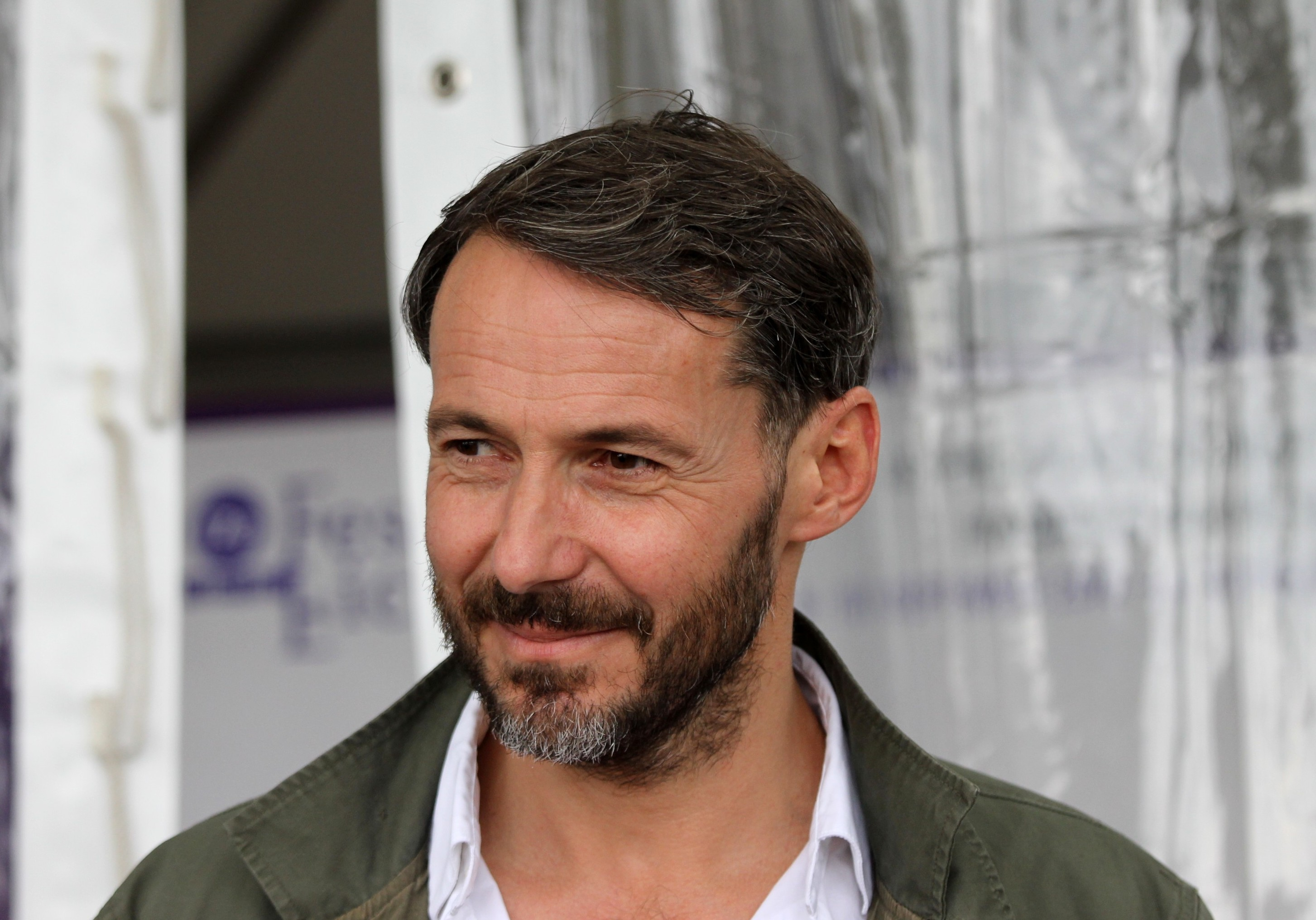
Julien Boisselier.

- Synopsis : Claire Abel, une fan du célèbre acteur Mathieu Lecerf, est retrouvée assassinée à son domicile. Il apparaît que la victime avait porté plainte pour viol peu de temps auparavant contre l'acteur.
- Distribution :
  - Marie-Ange Casta : Claire Abel
  - Julien Boisselier : l'acteur Mathieu Lecerf
  - Jeanne Rosa : Delphine Gilberti, imprésario de Mathieu Lecerf
  - Cédric Vieira : Éric Dupuis, doublure de Mathieu Lecerf
  - Karine Baste : elle-même

### Épisode 3:Némésis
- Dates de première diffusion :

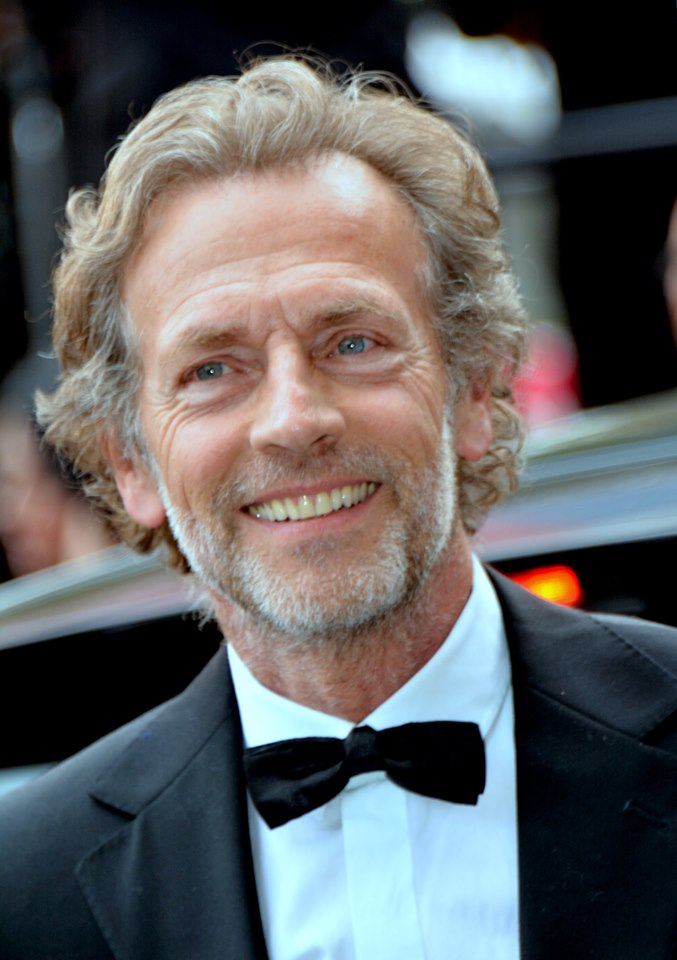
Stéphane Freiss.

  -  Belgique : 27 mars 2025 sur La Une
  -  Suisse : 28 mars 2025 sur RTS 1
  -  France : 2 avril 2025 sur France 2
- Synopsis : Alexandra Tackian meurt défenestrée. S'est-elle suicidée ou a-t-elle été poussée par son mari, le tout-puissant patron de la société Aqua Mundi ? L'équipe enquête et Verner se retrouve confronté à celui qui l'a fait renvoyer de la police trois ans auparavant.
- Distribution :
  - Stéphane Freiss : Martial Tackian
  - Chloé Lambert : Alexandra Tackian

### Épisode 4:Les repentis
- Dates de première diffusion :
  -  Belgique : 3 avril 2025 sur La Une
  -  Suisse : 4 avril 2025 sur RTS 1
  -  France : 9 avril 2025 sur France 2

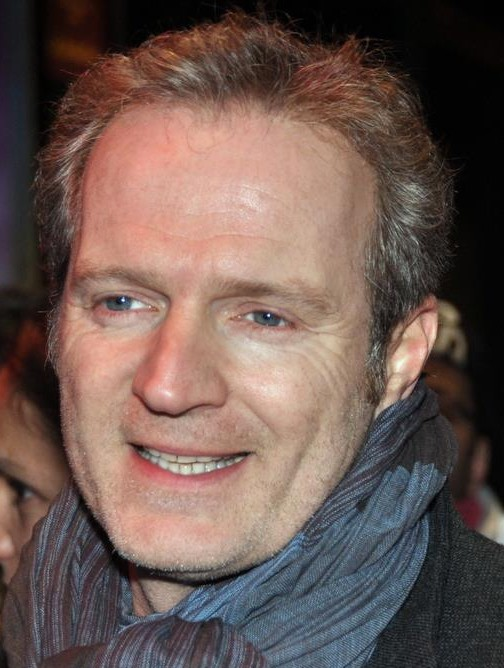
Philippe Lefebvre.

- Synopsis : Vincent Verner apprend par le Groupe des Affaires sensibles qu’Isabelle, sa compagne, est en garde à vue pour soustraction d’enfant, et qu’elle et son fils vivent depuis un an sous une fausse identité pour fuir un mari et père violent, Antonio Manotti. Ce dernier n’a jamais été inquiété par la justice du fait de son statut de témoin protégé. Afin d’aider Isabelle, Vincent Verner et ses coéquipiers enquêtent sur Manotti et s’interrogent sur l’implication de celui-ci dans le récent meurtre de son ancien collaborateur, Cédric Delcroix, un trader véreux.
- Distribution :
  - Grégoire Colin : Antonio Manotti
  - Philippe Lefebvre : Commere
  - Yann Chermat : Cédric Delcroix

## Diffusions et audience

### En Belgique
| Épisode | Diffusion              | Diffusion         | Audience moyenne          | Audience moyenne | Réf.   |
| Épisode | Jour                   | Horaire           | Nombre de téléspectateurs | Classement       | Réf.   |
| ------- | ---------------------- | ----------------- | ------------------------- | ---------------- | ------ |
| 1       | Dimanche 28 août 2022  | 20 h 55 - 22 h 30 | 130 403                   | 2e               | [ 11 ] |
| 2       | Jeudi 12 décembre 2024 | 20 h 35 - 22 h 05 | 202 899                   | 1er              | [ 12 ] |
| 3       | Jeudi 27 mars 2025     | 20 h 35 - 22 h 05 | 124 864                   | 1er              | [ 13 ] |
| 4       |                        |                   |                           |                  |        |

- Les plus hauts chiffres d'audience
- Les plus bas chiffres d'audience

### En France
| Épisode | Diffusion             | Diffusion         | Audience moyenne          | Audience moyenne                       | Audience moyenne         | Audience moyenne | Réf.   |
| Épisode | Jour                  | Horaire           | Nombre de téléspectateurs | Part de marché (sur les 4 ans et plus) | Part de marché (FRDA-50) | Classement       | Réf.   |
| ------- | --------------------- | ----------------- | ------------------------- | -------------------------------------- | ------------------------ | ---------------- | ------ |
| 1       | Mercredi 31 août 2022 | 21 h 10 - 22 h 45 | 3 890 000                 | 19,5 %                                 | 6,2 %                    | 1er              | [ 14 ] |
| 2       | Mercredi 13 mars 2024 | 21 h 10 - 22 h 45 | 3 280 000                 | 17,2 %                                 | 4,5 %                    | 1er              | [ 15 ] |
| 3       | Mercredi 2 avril 2025 | 21 h 10 - 22 h 40 | 2 960 000                 | 16 %                                   | 3,6 %                    | 1er              | [ 16 ] |
| 4       | Mercredi 9 avril 2025 | 21 h 10 - 22 h 45 | 2 937 000                 | 15,7 %                                 | 2,8 %                    | 1er              | [ 17 ] |